# Claus Arnold (Künstler)
Claus Arnold (* 17. Oktober 1919 in München; † 1. April 2014 in Hornburg, Gemeinde Schladen-Werla) war ein deutscher Zeichner, Karikaturist und Maler.

## Leben
Claus Arnold wurde als drittes von vier Kindern des Münchner Simplicissimus-Zeichners Karl Arnold und dessen Frau Anne-Dora, geb. Volquardsen geboren. Von 1937 bis 1940 studierte er an der Staatlichen Kunstgewerbeschule München. Von 1939 bis 1945 absolvierte er den Kriegsdienst bei der Luftwaffennachrichtentruppe. Von 1946 bis 1950 setzte er das Studium an der Akademie der bildenden Künste München fort, wo er vor allem die Lithographie- und Radierwerkstatt besuchte.
Ab 1950 war Arnold in München als freischaffender Maler, Zeichner und (Werbe-)Graphiker tätig. Die Photographin Ilse Lüdeke, genannt Ikki, welche für ihn arbeitete, wurde später seine Ehefrau, bekam mit Arnold zusammen die Tochter Karoline und zog mit ihm im Jahre 1969 nach Hornburg in Niedersachsen, wohin sich Arnold nach der Ausstellung von 1977 sehr zurückgezogen hatte und wo er im April 2014 94-jährig verstarb.
Claus Arnold gehörte zu den ersten in Deutschland, die den neuen Stil der amerikanischen Zeichner der Zeitschrift The New Yorker wie Saul Steinberg oder des englischen Zeichners Ronald Searle aufgriffen.